# Mukhtar Beskenuli Tileuberdi
Mukhtar Beskenuli Tileuberdi (kazakh: Мұхтар Бескенұлы Тілеуберді)  (Aksu, 30 de juny de 1968) és un polític i diplomàtic kazakh. Actualment, és el ministre d'Afers exteriors de la República del Kazakhstan el setembre de 2019. També ocupa el càrrec de vice-primer ministre del Kazakhstan del gabinet d'Alikhan Smailov.
Tileuberdi va néixer el 30 de juny de 1968 al poble d'Aksu, a la regió de Ximkent. Es va llicenciar en filosofia en la Universitat Estatal de Kirov (Universitat Nacional Kazakh Al-Farabi). Després de graduar-se, va començar a treballar en els departaments d'Història de la Filosofia i Filologia Xinesa de la Universitat Estatal Al-Farabi del Kazakhstan.
Abans d'esdevenir ministre, ja tenia una àmplia carrera diplomàtica. Va ser ambaixador del Kazakhstan a Malàisia, a Suïssa i Representant Permanent del Kazakhstan davant l'Oficina de les Nacions Unides i altres organitzacions internacionals a Ginebra.